# 龙华区 (海口市)
龙华区是中国海南省海口市所辖的一个市辖区。區人民政府駐滨海街道龍昆北路19號。

## 行政区划
龙华区下辖6个街道办事处、5个镇：
中山街道、滨海街道、金贸街道、大同街道、海垦街道、金宇街道、城西镇、龙桥镇、新坡镇、遵谭镇和龙泉镇。

## 人口
根據全國第七次人口普查數據顯示，截至2020年11月1日零時，龍華區常住人口797684人。

## 交通

### 公路
- 海南环线高速、 224国道、 225国道过境。

### 铁路
- 海口东站：海南环岛高速铁路、海口市郊铁路
- 城西站：海口市郊铁路